# 盧日尼采河畔普拉納

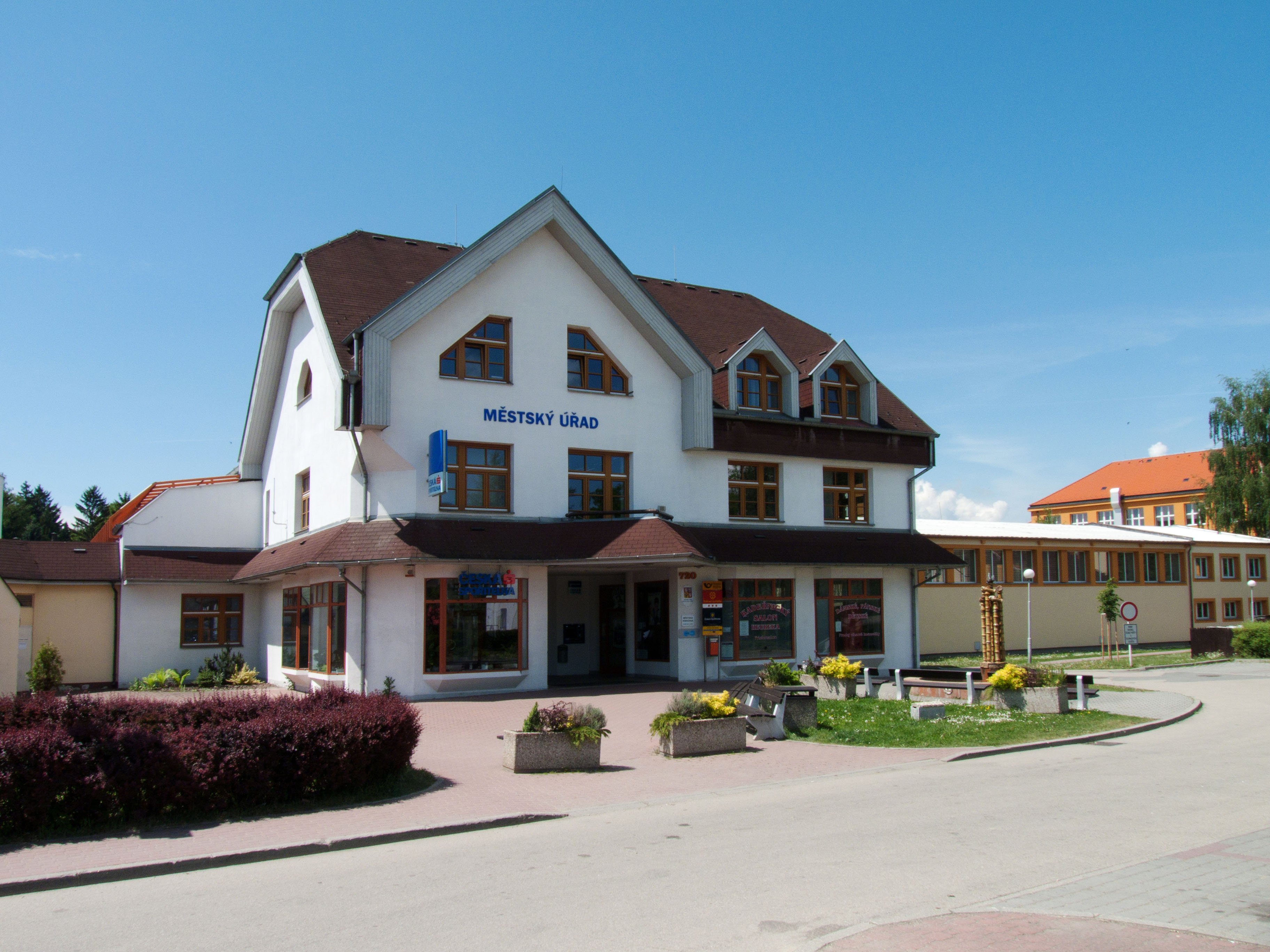

盧日尼采河畔普拉納是捷克的城鎮，位於該國西南部盧日尼采河畔，距離索別斯拉夫11公里，由南摩拉維亞州負責管轄，面積21.42平方公里，海拔高度395米，2005年人口3,227。

## 外部連結
- Municipal website （页面存档备份，存于）